# 김완주 (기업인)
김완주(金完柱, 1942년 4월 17일 ~ )는 제약회사 씨트리 회장 직위를 맡고 있는 대한민국의 기업가이다.

성균관대학교 약학대학 교수를 지낸 그는 앞서 거론한 대학 교수 출신이며, 한국화학연구원 국책연구사업단장, 한미정밀화학 대표, 한미약품 부사장 등을 역임하다 1998년(당시 만56세)에 씨트리를 창업했다.

## 학력
- 1961년 전주고등학교 졸업
- 1969년 성균관대학교 약학과 학사
- 1970년 독일 마인츠 대학교 대학원 화학과 이학석사
- 1972년 독일 함부르크 대학교 대학원 약학과 약학석사
- 1975년 독일 함부르크 대학교 대학원 약학박사

### 명예 박사 학위
- 2001년 세종대학교 명예 경영학 박사

## 경력
- 1972년~1975년 독일 함부르크 대학교 조교
- 1975년~1976년 독일 Schering 제약 선임연구원
- 1976년~1977년 미국 Cincinnati 약학대학 Biopharmaceutics 교실 Post. doc.
- 1977년~1985년 한국과학기술연구원 응용화학연구부 유기화학 3연구실장, 한국과학기술원 겸임교수
- 1985년~1987년 성균관대학교 약학대학 부교수
- 1986년~1995년 한국화학연구소 의약연구부장, 충남대학교 겸임교수, 신물질창출국책연구사업단장
- 1995년~1998년 한미약품 부사장겸 한미정밀화학 대표이사
- 1995년~현재   한국과학기술한림원 정회원
- 1998년~현재   주식회사 씨트리 대표이사
- 2000년~2004년 수원대학교 석좌교수
- 2002년~2005년 한국바이오벤처협회 회장[2]
- 2002년~현재   독일 레겐스브르크시 한국대표부 대표
- 2005년~2005년 서울여자대학교 겸임교수
- 2005년~      전북대학교 초빙교수
- 2005년~현재   한국바이오벤처협회 명예회장
- 2005년~현재   재단법인 경기바이오센터 이사
- 2013년~현재   재단법인 춘천바이오산업진흥원 이사

## 저서
- 김완주, 《스테로이드 화학》 (민음사, 2001)
- 김완주, 《생명과학과 벤처 비즈니스》 (미래M&B, 2001)[3]